# Lastreopsis kermadecensis
Lastreopsis kermadecensis är en träjonväxtart som beskrevs av Leon R. Perrie och Brownsey. Lastreopsis kermadecensis ingår i släktet Lastreopsis och familjen Dryopteridaceae. Inga underarter finns listade.